# Башкирское восстание (1662—1664)
Башкирское восстание 1662—1664 годов (баш. Башҡорт ихтилалы 1662—1664 йылдар) — одно из первых крупных башкирских восстаний второй половины XVII века. Наряду с башкирами, участвовали и представители других народов.

## Причины восстания
1) Усиление захвата башкирских земель, о чём свидетельствует основание множества крепостей и слобод на территории Казанской и Сибирской дороги.
2) Попытка калмыков захватить башкирские кочевья в юго-западной части Ногайской дороги., а, когда в конце 50-х годов XVII века калмыки приняли русское подданство, Москва санкционировала переход части башкирских кочевий в руки калмыков.
3) Рост фискального гнёта, злоупотребление властью и прямое насилие со стороны воевод и их помощников.

## Место восстания
Распространение восстания на территории от среднего течения рек Исеть, Миасс на востоке до среднего течения Камы на западе, от реки Яик (ныне Урал) на юге до реки Чусовой на севере.

## Ходы боевых действий
Восстание началось летом 1662 года в Зауралье. Башкиры под руководством Сары Мергена, Урасланбека Баккина и других предводителей атаковали Катайский острог, Далматов и Невьянский монастыри, Арамильскую, Ирбитскую, Белослудскую, Мурзинскую и другие слободы, заняли некоторые из них. На борьбу с восставшими царское правительство направило значительные воинские силы. Около озера Иртяш состоялось крупное сражение. Другим районом борьбы была Северный Башкортостан, где восставшие заняли город Кунгур, Степановский острог, Воздвиженский и Рождественский монастыри, разорили русские села и деревни по реке Сылва. Согласно Е. Н. Шумилову, здесь вместе с башкирами в восстании также приняли участие сылвинские татары. Восстание охватило также Ногайскую и Казанскую дороги. Повстанцы под предводительством Гаура Акбулатова и Улекея Кривого осадили Уфу, Мензелинск и другие крепости, села и деревни. Против ногайских и казанских башкир правительство направило крупные силы во главе с казанским воеводой князем Ф. Ф. Волконским. Прибыв в Уфу, он направил против восставших карательные отряды, одновременно обратился к башкирам с призывом прекратить борьбу. Осенью 1662 года большинство башкир согласилось на переговоры, которые окончились безрезультатно.
Весной 1663 года восстание возобновилось и охватило всю территорию Башкортостана. Решая продолжить дело, восставшие старались найти союзников. Башкиры Сибирской дороги укрепляли прежние связи с нерусскими народами Зауралья. Кроме того, они установили контакт с царевичем Кучуком, правнуком Кучума. В описываемое время Башкортостан на юго-востоке граничил с землями, где обитали потомки сибирского хана Кучума. Претендуя на земли бывшего Сибирского ханства, Кучумовичи искали только случая, чтобы организовать антирусские выступления. Следовательно, восстание в Башкирии с их точки зрения было как нельзя кстати. В движении 1662 года они не приняли участия. Но начиная с зимы этого года один из них — сибирский царевич Кучук — находится среди башкир Сибирской дороги. Кучук появился в стане повстанцев после смерти их главного предводителя Сары Мергена в начале 1663 года.
Известно, что сибирские царевичи, в том числе и Кучук, не представляли серьезную силу в военном отношении. Повстанцы пытались, по-видимому, использовать царевича как фигуру, вокруг которой можно было объединить нерусские массы Зауралья. Не случайно они параллельно вели переговоры с калмыками, чтобы получить более существенную помощь.
Зауральские повстанцы действовали в бассейнах рек Исеть, Нейва, Ирбит, нападали на остроги, слободы, монастыри, основанные на башкирских землях. Восставшие Ногайской и Казанской дорог по-прежнему действовали в центре и на западе края, вблизи Уфы и закамских крепостей. Жители этих дорог также искали союзников. Они установили связи с калмыцкими тайшами Дайчином и Аюкой. Башкир поддерживали манси (вогулы), сибирские и кунгурские татары, мари, калмыки. Царское правительство вновь предложило башкирам начать переговоры. Повстанцы Ногайской дороги осенью 1663 года возобновили переговоры с уфимской воеводой. Их послы Динмухамет Юлаев и Актай Досмухаметов в начале 1664 года отправились в Москву, в феврале вернулись с жалованной грамотой, в которой царь удовлетворил требования ногайских башкир. Башкиры Казанской дороги начали переговоры с уфимской воеводой летом 1664 года. Осенью 1664 года возобновили переговоры с царскими властями сибирские башкиры. Их послы побывали в Тобольске и заключили соглашение с воеводой.

## Иностранная поддержка башкир

### Поддержка башкир со стороны поляков и литовцев
В июле 1662 года башкиры подступили к Кунгуру, столице Пермской губернии. Взять город одной только конницей не было возможности, тогда башкиры выкатили пушки, чего никто не ожидал, и открыли из них огонь по-немецки. Местная администрация докладывала: «Кунгур весь повоевал и ратных людей посекли, а повоев Кунгур ставят себе острог, а стреляют против немецкого чинёнными ядрами». Помочь в создании башкирской артиллерии помогли поляки и литовцы, захваченные русскими в ходе польско-русской войны. Созданная артиллерия открыла огонь не просто ядрами-болванками, а разрывными снарядами. 

### Поддержка Османской империи и Крымского ханства
Ахмет-Заки Валиди в своём труде "История башкир" отмечает, что Османская империя и Крымское ханство опосредственно участвовали в данном башкирском восстании.

## Итоги восстания
Царское правительство, не сумев разгромить восставших, вынуждено было удовлетворить их основные требования. Уфимский воевода стольник А. М. Волконский был досрочно снят с должности, на его место по просьбе башкир поставили стольника Ф. И. Сомова. Более существенная была уступка правительства по земельному вопросу: официально было подтверждено вотчинное право башкир на землю. Новому воеводе было предписано рассмотреть челобитные башкир на захват земель пришлым населением и удовлетворить их требования. Правительство обещало также покончить со злоупотреблениями сборщиков ясака.